# Casa Hamilton Fish
La Casa Hamilton Fish, también conocida como Casa Stuyvesant Fish y Casa Nicholas and Elizabeth Stuyvesant Fish, es la residencia nació y residió desde 1808 hasta 1838 Hamilton Fish, más tarde gobernador y senador de Nueva York. Está en 21 Stuyvesant Street, una calle diagonal dentro de la cuadrícula de calles de Manhattan, entre las calles 9 y 10 en el vecindario East Village de la ciudad de Nueva York. Es propiedad de Cooper Union y se utiliza como residencia del presidente de la universidad.

## Historia
La casa de ladrillo de estilo federal, que era inusualmente ancha para su época fue construida por Peter Stuyvesant, bisnieto de Peter Stuyvesant, alrededor de 1804 como regalo de bodas para su hija, Elizabeth, y su yerno, Nicholas Fish, padres de Hamilton. Era una de las cinco casas propiedad de la familia en su camino privado. La tierra había sido propiedad de la familia desde el siglo XVII.
La casa permaneció en manos de los descendientes de la familia Fish hasta aproximadamente principios del siglo XX. Sirvió durante un tiempo como casa de huéspedes antes de ser restaurado en la década de 1960. La casa fue designada como un hito de la ciudad de Nueva York en 1965, y fue declarada Monumento Histórico Nacional en 1975. También se encuentra dentro del Distrito Histórico de San Marcos de la Comisión de Preservación de Monumentos de la Ciudad de Nueva York, que rodea la cercana Iglesia de San Marcos en Bowery.
La casa es de importancia nacional como el único hogar sobreviviente de Fish, quien se desempeñó como Secretario de Estado durante la administración del presidente Ulysses S. Grant. Fish negoció con éxito el Tratado de Washington de 1871 con Gran Bretaña, marcando el comienzo de un período de paz y cooperación entre los dos países.